# Rue des Pommiers
La rue des Pommiers, est une voie de communication de la commune de Pantin.

## Situation et accès
Orientée d'ouest en est, elle passe sous la rue Jules-Auffret puis croise la rue de Candale.

## Origine du nom

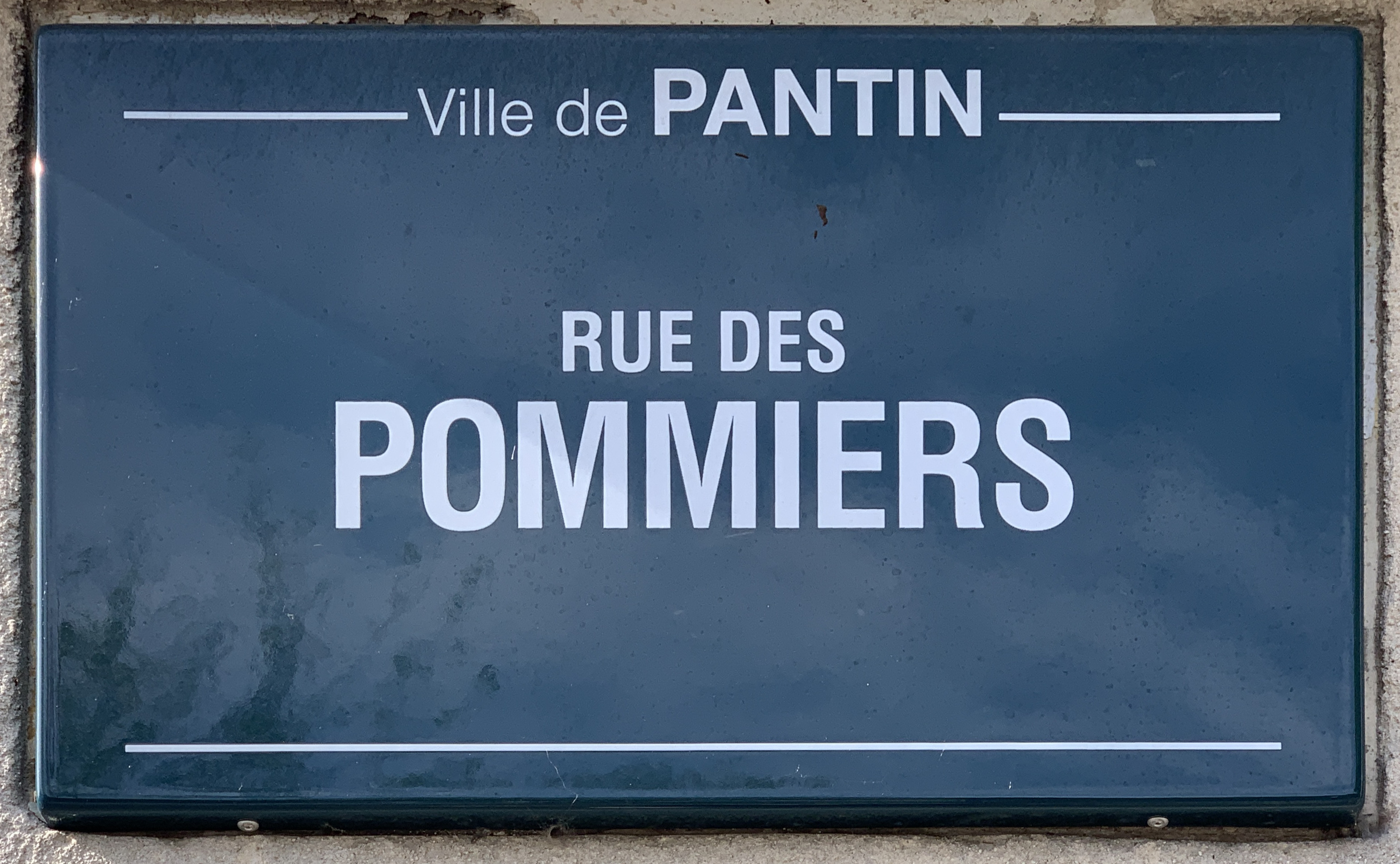
Plaque de la rue des Pommiers.

Cet odonyme pourrait venir des nombreux vergers présents à cet endroit.

## Historique
Elle existe en tant que telle au moins depuis la fin du XVIIIe siècle et est mentionnée dans une délibération du 29 novembre 1829.
Toutefois, son histoire est liée à l’extraction du gypse pour la production de plâtre, attestée depuis le XVIe siècle, et qui la rendit impraticable au XIXe siècle. De nombreuses cavités souterraines furent oubliées et fragilisées par la dissolution du gypse due à l'acidité de la pluie, entraînant jusqu'à aujourd'hui une instabilité du sous-sol et des effondrements, nécessitant de lourds travaux de confortation.

## Bâtiments remarquables et lieux de mémoire
- Stade Charles-Auray.
- Cimetière communal de Pantin, dit cimetière des Pommiers[5].
- Habitations à loyer modéré datant des années 1920[6],[7].
- Au no 6, une maison et bar datant de 1886, construite en gypse provenant probablement des carrières aux alentours[8].